# NS-Baureihe Mat ’34
Die NS-Baureihe Mat ’34 oder Materieel ’34 war eine Serie von 40 dieselelektrischen Triebzügen, die von der Niederländischen Eisenbahn (NS) ab 1934 eingesetzt wurde. Auffallend war die elegante Stromlinienform und eine grausilberne anstelle der sonst im Personenverkehr üblichen olivgrünen Lackierung. Das Publikum gab den Züge die Spitznamen „Dieseldrie“ (Dieseldrei) oder „DE3“, was sich auf die Dreigliedrigkeit der Triebzüge bezog. Ähnlichkeiten zum Fliegenden Hamburger der Deutschen Reichsbahn sind unverkennbar.

## Beschreibung und Einsatz
Die Triebzüge dienten dem schnellen Personenverkehr zwischen den großen Städten im dicht bevölkerten Zentrum des Landes. Gegenüber den bisher dampfgetriebenen Personenzügen stellten sie eine attraktive Verbesserung in Bezug auf Schnelligkeit und Komfort dar. Ein Triebzug bestand aus drei Gliedern, er enthielt 48 Sitzplätze der 2. Klasse und 112 Sitzplätze der 3. Klasse. Es gab keine 1. Klasse, was von einigen Kunden kritisiert wurde. Bei Bedarf konnten Züge zusammengekuppelt werden.
Der Auftrag für die Herstellung der Triebzüge wurde auf drei Konsortien verteilt. Bis auf die Seriennummern 36 – 40 enthielten die Züge je zwei 12-Zylinder-Dieselmotoren vom deutschen Hersteller Maybach. Die Motoren leisteten 410 PS bei 1400 rpm. Die anderen Züge erhielten Motoren vom ungarischen Hersteller Ganz mit 375 PS. Die Maybach-Motoren erwiesen sich anfangs als wenig zuverlässig, während die Ganz-Motoren keine Probleme machten. Ursachen waren Vibrationen, Bedienprobleme und Auslegungsfehler. Wegen der Ausfälle kamen zur Aufrechterhaltung des Betriebs vorübergehend Ersatzzüge zum Einsatz, die mit Dampflokomotiven der NS-Baureihe 3700 bespannt waren und spöttisch als „Dampfdiesel“ bezeichnet wurden. Lieferanten für die elektrische Ausrüstung waren Heemaf und Smit.
Das niederländische Eisenbahnnetz wurde in den 1930er Jahren sowie nach dem Zweiten Weltkrieg zunehmend elektrifiziert. Elektrische Triebzüge ersetzten auf den Hauptstrecken die Dieseltriebzüge, so dass die Mat ’34 vermehrt auf nicht elektrifizierten Nebenstrecken eingesetzt wurden. Auf der Grundlage der Mat ’34 wurden die ebenfalls stromlinienförmigen elektrischen Baureihen Mat ’35 und Mat ’36 entwickelt. Mat ’35 war eine 1935 gelieferte Vorserie aus acht Triebzügen und Mat ’36 die Hauptserie aus 90 Zügen, deren Einsatz 1936 begann.

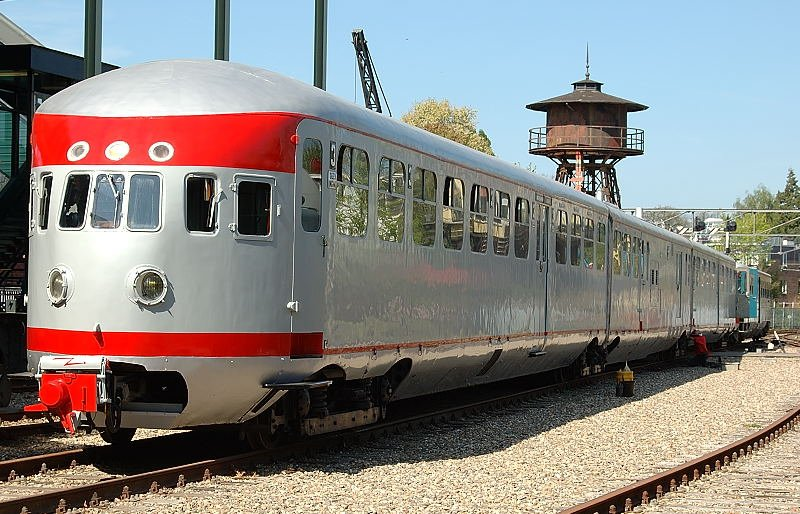
Mat ’34 mit Seriennummer 27 im Eisenbahnmuseum in Utrecht

## Hersteller
| Seriennummer | Hersteller               |
| ------------ | ------------------------ |
| 11 − 25      | Werkspoor/Heemaf         |
| 26 − 35      | Beijnes/Werkspoor/Heemaf |
| 36 – 40      | Allan/Stork/Smit         |
| 41 − 50      | Werkspoor/Heemaf         |

## Ausmusterung und Verbleib
Anfang der 1950er Jahre wurden die Maybach-Motoren bei einigen Zügen durch 8-Zylinder-Storch-Motoren ersetzt, andere Züge wurden ausgemustert. 1964 fuhr der letzte Mat ’34. Bis auf ein Exemplar mit der Seriennummer 27, das im Nederlands Spoorwegmuseum in Utrecht steht, wurden alle Triebzüge verschrottet.